# Saskia Bartusiak
Saskia Bartusiak (* 9. September 1982 in Frankfurt am Main) ist eine ehemalige deutsche Fußballspielerin und heutige -trainerin. Mit der deutschen Nationalmannschaft und dem 1. FFC Frankfurt gewann sie alle nennenswerten internationalen und nationalen Titel im Frauenfußball.

## Leben
Nach ihrem Abitur 2002 an der Ziehenschule begann Bartusiak ein Studium der Sportwissenschaften an der Johann Wolfgang Goethe-Universität in Frankfurt, das sie 2011 abschloss.

## Aktive Karriere

### Vereinsfußball
Ihre Fußballkarriere begann Bartusiak beim FV 09 Eschersheim. 1996 verließ sie ihren Stammverein und schloss sich dem FSV Frankfurt an, in dessen Trikot sie auch ihr Bundesligadebüt feierte. 2005 wechselte sie zum 1. FFC Frankfurt. Im März 2017 kündigte Bartusiak zum Ende der Saison das Ende ihrer Karriere als Profifußballerin an.
Bartusiak war sowohl in der Abwehr als auch im Mittelfeld einsetzbar.

### Nationalmannschaft
Bartusiak spielte einmal für die deutsche U18-Nationalmannschaft und elfmal für die U21-Auswahl des DFB.
Am 12. April 2007 kam sie im Spiel gegen die Niederlande zum ersten Mal in der deutschen Nationalmannschaft zum Einsatz. Mit der Nationalmannschaft wurde sie bei der WM in China 2007 Fußball-Weltmeisterin. Für die WM 2011 in Deutschland gehörte sie zum Mannschaftskader und spielte in der Innenverteidigung.
Am 15. Februar 2012 führte sie in ihrem 50. Länderspiel beim 5:0-Sieg im EM-Qualifikationsspiel gegen die Türkei für die verletzte Stammspielführerin Nadine Angerer erstmals die Nationalmannschaft als Spielführerin aufs Feld. In der 4. Minute der Nachspielzeit wurde sie durch die zweite Verwarnung (Gelb-Rote Karte) vom Platz gestellt und war damit für das nächste Spiel gegen Spanien gesperrt.
Bei der Europameisterschaft 2013 in Schweden holte sie mit der Mannschaft den achten Titel. Im gesamten Turnier erhielt Deutschland nur einen Gegentreffer. Für ihre Leistungen in der Abwehr wurde sie am 30. Juni 2013 in das EM-All-Star-Team gewählt.
Am 27. November 2013 erzielte sie beim WM-Qualifikationsspiel gegen Kroatien mit dem Treffer zum 8:0-Endstand in ihrem 79. Länderspiel ihr erstes Länderspieltor.
Am 24. Mai 2015 wurde sie von Bundestrainerin Silvia Neid in den endgültigen Kader für die Weltmeisterschaft 2015 in Kanada berufen. Im September 2015 übernahm sie die Kapitänsbinde von der zurückgetretenen Nadine Angerer in der Nationalmannschaft.
2016 wurde Bartusiak für das olympische Fußballturnier der Frauen in Brasilien in den Kader der Nationalmannschaft aufgenommen. Als Mannschaftsführerin absolvierte sie alle sechs Partien des Turniers über die volle Spielzeit. Im Gruppenspiel gegen Australien erzielte sie kurz vor dem Spielende das Tor zum 2:2-Ausgleich. Im Halbfinale gegen Kanada machte sie ihr 100. Länderspiel. Durch den 2:1-Sieg im Finale gegen Schweden gewann sie die Goldmedaille. Drei Tage nach dem Olympiasieg trat sie aus der Nationalmannschaft zurück.

## Als Trainerin
Nach dem Ende ihrer aktiven Karriere arbeitete Bartusiak beim DFB zunächst in der Scouting- und Analyseabteilung. Im Mai 2024 gab der DFB bekannt, dass sie im Sommer 2024 an der Seite von Christian Wück neue Co-Trainerin der Fußballnationalmannschaft der Frauen werden soll.

## Erfolge

### Als Nationalspielerin
- Weltmeisterin 2007
- Europameisterin 2009, 2013
- Olympiasiegerin 2016
- Algarve-Cup Siegerin 2012
- U-18-Europameisterin 2000[12]

### Als Vereinsspielerin
- UEFA-Women’s-Cup-Siegerin 2006 und 2008
- Champions-League-Siegerin 2015
- Deutsche Meisterin 2007 und 2008
- DFB-Pokal-Siegerin 2007, 2008, 2011 und 2014

## Auszeichnungen
- Berufung in die Mannschaft des Turniers bei der Weltmeisterschaft 2011
- Wahl in das All-Star-Team der EM 2013[13]